# مصطفوی
مصطفوی به معنای منسوب به مصطفی، و از نام‌های خانوادگی در ایران است. در زیر فهرستی از افرادی با نام خانوادگی مصطفوی آمده است:
- سید مصطفی مصطفوی خمینی
- علی مصطفوی
- حسن مصطفوی
- محسن مصطفوی
- فرید مصطفوی
- زهرا مصطفوی
- رضا مصطفوی طباطبایی
- داریوش مصطفوی
- خشایار مصطفوی